# フセヴォロド・ダヴィドヴィチ (ムーロム公)
フセヴォロド・ダヴィドヴィチ（ロシア語: Всеволод Давыдович、生没年不詳）は、チェルニゴフ公ダヴィドの子である。ムーロム公：1123年 - 1127年もしくはそれ以降。

## 生涯
1116年、ペレヤスラヴリ公ヤロポルクと共にポロヴェツ族への遠征に参加し、スグロフ、シャルカニ、バリンの三都市を占領した。
1123年に父ダヴィドが死ぬと、チェルニゴフ公国は父の弟ヤロスラフに移管され、ヤロスラフの統治していたムーロム公国が、当時の継承法(ru)（年長順番制）に従って、残る一族の中の最年長者であったフセヴォロドに継承された。その後ヤロスラフは、1127年にオレグ家(ru)のフセヴォロド（本項のフセヴォロドの従兄弟）にチェルニゴフを追われ、ムーロムへ戻っているが、本項のフセヴォロドに関する記述はない。
フセヴォロドの妻子についても不明であるが、フセヴォロドの妻を、ポーランド公ボレスワフ3世の娘とする説がある。また、帝政ロシアの歴史学者ヴァシリー・タティーシチェフ(ru)は、フセヴォロドをグロドノ公国の初代グロドノ公フセヴォロドコと同一とみなす説を提唱していたが、タティーシチェフ自身、また後世の歴史学者によってもこの説は否定されている。